# Bernard Lyot
Bernard Ferdinand Lyot (27. února 1897, Paříž – 2. dubna 1952, Káhira) byl francouzský astronom.

## Život
O astronomii se začal zajímat v roce 1914. Obstaral si čtyřpalcový dalekohled, který později vylepšil na šestipalcový. Po ukončení studií v roce 1918 pracoval následujících 11 let jako asistent na École Polytechnique. Na Pařížské univerzitě studoval inženýrství, fyziku a chemii.
Od roku 1920 až do své smrti pracoval na Meudonské observatoři. V 30. letech byl považován za experta v oblasti polarizovaného a monochromatického světla. Věnoval se i pozorování planet. Pomocí měření polarizace světla objevil prachové bouře na Marsu a odhalil prachový charakter měsíční půdy. V tom samém období pracoval na zdokonalení koronografu, přístroje, kterým se dá pozorovat koróna Slunce i mimo jeho zatmění. V roce 1931 se stal prvním člověkem, který ji tak pozoroval. V koróně objevil spektrální čáry a ze snímků koróny zhotovil několik filmů, které v roce 1938 předvedl na zasedání IAU. O rok později byl zvolen do Francouzské akademie věd a v roce 1943 se stal hlavním astronomem na Meudonské observatoři.
Zemřel 2. dubna 1952 ve věku 55 let na zástavu srdce při návratu z expedice za zatměním Slunce v Súdánu.

## Ocenění
- 1939 – Zlatá medaile Královské astronomické společnosti
- 1947 – Medaile Catheriny Bruceové[2]
- 1951 – Medaile Henryho Drapera

Na jeho počest byly pojmenovány krátery na Měsíci a na Marsu a planetka 2452 Lyot.